# Эмблема Республики Корея
Национа́льная эмбле́ма Респу́блики Коре́я (кор. 대한민국의 국장?, 大韓民國의 國章?) — герб, символизирующий Республику Корея (Южную Корею).
Текущий рисунок состоит из традиционно корейского символа тэгык, который также присутствует на национальном флаге, окружённого пятью стилизованными лепестками и лентой с надписью «Республика Корея» (대한민국), официальным названием страны на хангыле.
Инь и Ян представляют мир и гармонию. Эти пять лепестков имеют значение и связаны с национальным цветком Кореи — Мугунхва (Hibiscus syriacus, или розой Шарона).

## Использования эмблемы
Места, где можно использовать герб, указаны в статье № 3 Положения о национальном гербе Президентского указа Республики Корея:
1. Публичные документы, направляемые иностранным и международным организациям или отечественным организациям;
2. Использование государственными служащими, эквивалентными уровню № 1 или выше (должностные лица, принадлежащие к высокопоставленным государственным должностным лицам);
3. Награды, ордена и грамоты;
4. Официальное удостоверение личности;
5. Дипломы национальных и государственных университетов;
6. Здания консульств за рубежом;
7. Государственные суда и самолёты;
8. Валюта.

## История

### Имперский период
Первой задокументированной государственной печатью является «Имперская печать» («Печать короля») государства Корё. Корё — это государство на Корейском полуострове, появившееся после падения государства Силла в 935 году и существовавшее до воцарения династии Чосон в 1392 году.
После воцарения династии Чосон у государства была изменена печать, использовавшаяся на официальном уровне. Чосон — корейское государство, существовавшее с 1392 до 1897 года. Кроме этого была разработана эмблема (герб) по китайскому образцу.
В 1897 году король Коджон объявил о создании Корейской империи. С созданием империи у государства были изменены основные символы: герб, флаг и создан первый корейский гимн. Гербом Кореи стал Ихвамун (이화문,李花纹), или Императорская печать Кореи — символ в виде стилизованного жёлтого 5-лепесткового цветка сливы. Цветение сливы, широко известное как Маэва, сигнализирует о начале весны в Корее. Цветок сливы считался символом мужества перед лицом трудностей, особенно в чем-то столь деликатном, и долгое время вызывал восхищение у корейских и китайских литераторов. Поскольку сливовое дерево цветет между двумя сезонами, оно также считается символом весны, приносящей тепло, перемены и обещание плодородия. С древних времен цветок сливы был
наполнен смыслом и тайной. Он также символизирует настойчивость из-за того, что слива может цвести в холодную зиму. Поскольку сливы считаются первыми цветками года, они также символизируют чистоту и обновление. У цветов сливы пять лепестков. Считается, что её пять лепестков несут 5 различных благословений, таких как: богатство, здоровье, добродетель, мирная и естественная смерть.
Первоначально имперская печать являлась личным гербом королевской семьи и впоследствии этот символ был использован для государственной печати во времена недолго существовавшей империи. Иногда её называют государственным гербом, хотя официального герба страны в то время не существовало.
Помимо печати, на корейских марках и монетах этого периода также встречается изображение орла, выполненное в геральдической манере. Орел держит в своих когтях меч и глобус, а на его груди и крыльях присутствуют несколько символов «тхэгык», таких же, как на нынешнем флаге Южной Кореи. Возможно, композиция этой эмблемы была вдохновлена гербом Российской империи, бывшей тогда близким союзником Кореи.

Кроме этого, было создано несколько версий официальной эмблемы, которые использовались в разное время.
- Императорская печать (988-1392)
- Печать короля (988-1392)
- Эмблема государства (1392-1897)
- Королевская печать (1392-1897)
- Ихванмун (1897-1910)
- Имперский орёл, принятый в 1903 году (1897-1910)
- Печать Корейской империи (1897-1910)
- Эмблема государства (конец XIX века)
- Национальная печать (1897-1910)
- Эмблема (1900)

### Японский период
Корея с 1910 по 1945 годы была Японской колонией. В это время она не обладала суверенитетом, власть на полуострове принадлежала японскому генерал-губернатору. Генерал-губернатор назначался из Токио и был подотчётен императору Японии. С 1919 года помимо императора, генерал-губернатор подчинялся также премьер-министру, а с 1942 года — Министерству по делам Великой Восточной Азии.
Японские управляющие сменились советским и американским военным командованием, контролировавшими страну с 1945 по 1948 годы. После 1948 года власть перешла к политическим силам КНДР и Южной Кореи.
У японского генерал-губернатора была своя печать, которая использовалась на территории Кореи, являясь её символом.

Параллельно японскому колониальному правительству существовало правительство в изгнании — Корейское временное правительство. 11 апреля 1919 года правительство в изгнании приняло временную конституцию, предусматривающую создание демократической республики под названием «Республика Корея». Временное правительство разработало свою эмблему и печать, которые использовались в официальных документах.
- Эмблема Корейского временного правительства (1919-1945)
- Печать временного правительства Республики Корея (1919-1945)
- Печать генерал-губернаторства (1910—1945)

### Корейская Народная Республика
В 1945 году была создана переходная Корейская Народная Республика — временное правительство, действовавшее на Корейском полуострове в период между капитуляцией Японской империи и созданием оккупационными администрациями СССР и США лояльных к ним органов власти.

В этот период была создана эмблема народной республики. Она представляла собой традиционный корейский символ тэгык на фоне трёх красных полос.
- Эмблема (1945—1946)

### Американское военное правительство
Американское военное правительство в Корее является первым официальным руководящим органом в южной части Корейского полуострова в период с 8 сентября 1945 года по 15 августа 1948 года. В течение этого периода были заложены основы современной политической системы Южной Кореи. Во время существования американского военного правительства была разработана официальная эмблема. Эмблема представляла собой круг с названием государства, а также американский гербовый щит и национальный корейский символ.
- Эмблема военного правительства (1945—1948)

### Современный период
В 1948 году с созданием Республики Корея был разработан новый герб республики, который представлял собой символ «тэгык», обрамлённый чёрными пунктирными кругами. Герб просуществовал до 10 декабря 1963 года, пока не был введён новый герб Республики Корея. В 1997 году цвет лепестков цветка был изменён с серебряного на золотой.
Кроме эмблемы в Республике Корея используется государственная печать, которая неоднократно менялась.
- Эмблема Республики Корея (1948-1963)
- Эмблема Верховного совета национального восстановления (1961-1963)
- Эмблема Республики Корея (1963-1984)
- Эмблема Республики Корея (1984-1997)
- Эмблема Республики Корея (1997-2016)
- Эмблема Республики Корея (2016-н.в.)
- Печать Республики Корея (1949-1962)
- Печать Республики Корея (1963-1999)
- Печать Республики Корея (1999-2008) (2010-2011)
- Печать Республики Корея (2008-2010)
- Печать Республики Корея (2011 — н. в.)

## Иные государственные символы
- Печать президента с двумя фениксами, обращёнными друг к другу, над розой Шарона
- Эмблема национального правительства, стилизованный тэгык (2017 – настоящее время)
- Эмблема премьер-министра Республики Корея
- Эмблема Национальной ассамблеи Кореи
- Эмблема национальной полиции
- Эмблема Конституционного суда (1988-2017)
- Эмблема Корейского суда